# Orthoconchoecia bispinosa
Orthoconchoecia bispinosa är en kräftdjursart som först beskrevs av Claus 1890.  Orthoconchoecia bispinosa ingår i släktet Orthoconchoecia och familjen Halocyprididae. Inga underarter finns listade i Catalogue of Life.